# 水球男子ベルギー代表
水球男子ベルギー代表は、王立ベルギー水泳連盟により国際大会に派遣される男子水球のナショナルチームである。

## 主な国際大会成績
- オリンピック
  - 1900年 - 2位
  - 1904年 - 不参加
  - 1908年 - 2位
  - 1912年 - 3位
  - 1920年 - 2位
  - 1924年 - 2位
  - 1928年 - 準々決勝敗退
  - 1932年 - 不参加
  - 1936年 - 不参加
  - 1948年 - 4位
  - 1952年 - 6位
  - 1956年 - 不参加
  - 1960年 - 1次ラウンド敗退
  - 1964年 - 7位
  - 1968年 - 不参加
  - 1972年 - 不参加
  - 1976年 - 不参加
  - 1980年 - 不参加
  - 1984年 - 不参加
  - 1988年 - 不参加
  - 1992年 - 不参加
  - 1996年 - 不参加
  - 2000年 - 不参加
  - 2004年 - 不参加
  - 2008年 - 不参加